# Kodeks poklicne etike psihologov Slovenije
Kodeks poklicne etike psihologov Slovenije je osnoven dokument, ki zajema vse pomembne vidike psihologovega dela in načela, po katerih se psiholog mora ravnati. Oblikovan je v skladu s kodeksi poklicne etike psiholoških strokovnih združenj (EFPPA). Upošteva ustavo in zakone Republike Slovenije, ki urejajo področje človekovih pravic, prav tako vključuje tudi vse mednarodno sprejeta pravila (dokumente), ki so veljavni tudi v RS. 
Prvi kodeks je bil napisan leta 1982, po kar dvaindvajsetih letih obstoja Društva psihologov Slovenije, prenovljena izdaja, ki je uskalajena z meta kodeksom EFPA, pa je bila napisana leta 2002. 
Zajema štiri načela, ki si sledijo po pomembnosti in sicer:
- 1. Spoštovanje človekovih pravic in dostojanstva
- 2. Načelo pristojnosti
- 3. Načelo odgovornosti
- 4. Načelo integritete poklica

Kodeks navaja, da sankcije v primeru kršitve etičnih načel, ureja Pravilnik o delu Častnega razsodišča psihologov Slovenije.

## Koga etični kodeks psihologov zavezuje?
Vsakega psihologa. Ko psiholog neetično ravna, ga lahko Etična komisija obravnava, vendar le, če je član društva.